# Tzannís Tzannetákis
Tzannís Tzannetákis (en grec moderne : Τζαννής Τζαννετάκης), né le 13 septembre 1927 à Gýthio et mort le 1er avril 2010 à Athènes, est brièvement Premier ministre de Grèce pendant la crise politique de 1989-1990.

## Biographie
Né dans la région de Laconie. Il sert comme officier dans la marine mais démissionne le 22 avril 1967, lors de la prise du pouvoir par les militaires. Il est emprisonné de 1969 à 1971.
En 1974, avec la restauration de la démocratie, il devient membre de la Nea Dimokratia de Konstantínos Karamanlís. Il est député de ce parti au Parlement et occupe divers postes ministériels avant d’être Premier ministre.